# Pieter Blaisse
Pieter Alfons Blaisse (ur. 24 kwietnia 1911 w Amsterdamie, zm. 1 sierpnia 1990 w Hadze) – holenderski polityk, urzędnik państwowy i prawnik, deputowany krajowy i europejski.

## Życiorys
Najmłodszy z pięciu synów notariusza Alphonsusa i Stephany z domu Smithuijsen. Studiował prawo na Uniwersytecie Amsterdamskim (1929–1934) i ekonomię na Uniwersytecie Hanowerskim (1934–1935). Pracował następnie w różnych przedsiębiorstwach produkcyjnych, m.in. jako sekretarz zarządu fabryki koncernu Philips. Po wojnie był m.in. wicedyrektorem Centralnego Biura Planowania, a od 1946 do 1952 kierował dyrekcją ds. odbudowy w ministerstwie spraw ekonomicznych. Należał do komitetu zajmującego się powołaniem Organizacji Narodów Zjednoczonych. Autor publikacji dotyczących handlu zagranicznego.
W latach 1945–1946 członek Holenderskiego Ruchu Ludowego i tymczasowej rady miejskiej Hagi. Związał się następnie z Katolicką Partią Ludową, z jej ramienia był deputowanym Tweede Kamer w latach 1952–1956 i 1956–1967. Od 1952 do 1967 oddelegowany do Zgromadzenia Parlamentarnego Europejskiej Wspólnoty Węgla i Stali, w 1958 przekształconego w  Parlament Europejski. Ponadto od 1953 do 1954 należał do Zgromadzenia Parlamentarnego Rady Europy. Po 1967 wykładał jako profesor tematykę instytucji międzynarodowych na Uniwersytecie Technicznym w Delfcie. Zasiadał także w radach nadzorczych różnych podmiotów, m.in. Elsevier i Aegon N.V..
Od 1939 żonaty z Veroną Anną van der Leeuw, mieli dwoje dzieci. Później poślubił Marjolein Reintjes.

## Odznaczenia
W 1963 odznaczony Orderem Lwa Niderlandzkiego III klasy.